# The Branches EP
The Branches EP é o quarto EP lançado pela banda The Dear Hunter. Foi lançado exclusivamente para os fãs que possuiam o Lifetime Fan Club Package garantido para apenas 250 pessoas. A faixa "Owls" foi re-trabalhada para para o lançamento do EP de 2013, The Migrations Annex.
Diferente dos lançamentos anteriors, The Branches EP não está relacionado à história dos Atos, projeto principal da banda. Todas as três músicas são originais, e as faixas "B.Linus" e "Isabella" fazem referência à série de televisão Lost.

## Faixas
| N.º            | Título         | Duração |  |
| 1.             | "B.Linus"      | 4:04    |  |
| 2.             | "Isabella"     | 4:15    |  |
| 3.             | "Owls"         | 3:22    |  |
| Duração total: | Duração total: | 11:43   |  |